# تحرير قصر الباهلي
تحرير قصر الباهلي حَدثَ أنّ خَاقانَ الملك الأعظم مَلك التُّرك بَعَثَ جيشًا إلى الصَغَد لقِتال المُسلمين، عَليهِم رجل مِنهم يقال له: كورصول، فأقبل حتى نزل على قصرِ الباهِليِ فَحَصَرَهُ وفِيهِ خَلقٌ مِن المُسلِمِين، فَصَالحَهُم نَائب سَمَرْقَنْد - وهو عُثْمانُ بنُ عَبدِ الله بنُ مطرف - على أربعينَ ألفًا، وَدَفع إليهم سَبعةَ عَشَرَ دِهْقَانًا (من أكابر القوم) رَهَائِن عِندَهُم، ثُمّ نَدَب عُثمان النَّاسَ، فانْتَدَبَ رَجُلٌ يَقَالُ لهُ: المسيب بن بشر الرياحي في أربعة آلاف، فساروا نحو الترك، فلمّا كان في بعض الطريق خَطبهم فَحثّهم على القٍِتال وأخبرهم أنّه ذاهبٌ إلى الأعداء لطلب الشهادة، فرَجَعَ عَنهُ أكثرَ مِن ألفٍ، ثُمّ لم يَزَل في كُل مَنزلٍ يَخْطُبهم ويَرجِع عَنهٌ بَعضهم، حتّى بقي في سبعمائة مقاتلٍ، فسار بهم حتى غالق جيشُ الأتراكِ، وهم مُحاصروا ذلك القصر، وقد عَزَم المسلمون الذين هُم فيهِ على قَتلِ نِسائهم وذَبحِ أَولادهِم أَمَامَهم، ثم ينزلون فيقاتلون، حتى يقتلوا عن آخرهم، فبعث إليهم المسيب يُثَبّتهُم يُومَهم ذلك، فَثبتوا ومَكَثَ المسيبُ حتّى إذا كان وقت السّحر فكبّر وكبّر أصحابه، وقد جعلوا شعارهم يا محمّد، ثم حملوا على التّرك حملةً صادقةً، فقتلوا منهم خلقًا كثيرًا، وعَقروا دَوابَ كثيرة، ونهض إليهم الترك فقاتلوهم قتالًا شديدًا، حتّى فرَّ أكثر المسلمين، وضُربَت دابّة المسيب في عجزها فترجّل وترجّل معه الشُّجعان، فقاتلوا وهم كذلك قتالًا عظيمًا، والتفّ الجّماعة بالمسيب، وصبروا حتى فتح الله عليهم، وفرَّ المشركون بين أيديهم هاربين لا يلوونَ على شيء، وقد كان الأتراك في غاية الكثرة، فَنَادى مُناديْ المسيب: أنْ لا تَتْبَعُوا أحدًا، وعَلَيكُمْ بالقَصرِ وَأَهْلِه، فاحتملوهم، وحَازُوا ما في مُعَسْكر أولئك الأتراك من الأمْوَالِ والأشياءِ النفيسة، وانصرفوا راجِعين سَالمين بِمن مَعهم من المُسلمين الذين كانوا محصورين، وجَاءت التُّرك من الغَدِ فَلم يَجدوا به داعيًا ولا مجيبًا، فَقَالوا في أنفُسهم: هَؤلاءِ الذينَ لَقَونَا بِالأَمْسِ لمْ يَكونوا إِنسًا، إِنّمَا كانوا جِنَّا.

## خلفية تاريخية

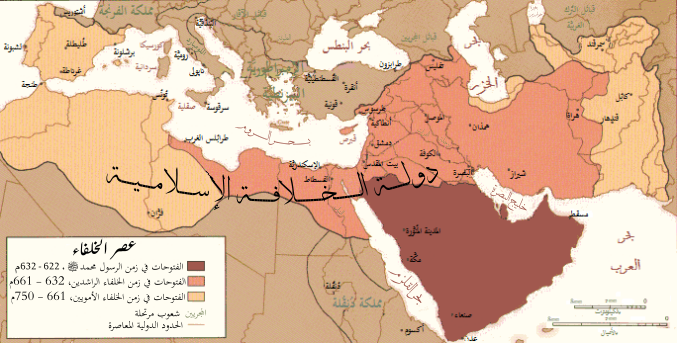
خارطة تُظهر تُوسُّع حركة الفُتوحات الإسلاميَّة مُنذ عصر الرسول مُحمَّد وحتَّى العصر الأُموي.

لم تأخذ فُتُوحات المُسلمين لمنطقة مَا وَرَاءَ النَّهرِ مظهرها الجدِّيّ إلَّا عندما ولَّى الحجَّاج في أواخر عهد الوليد بن عبد الملك بن مروان، القائد العسكري قُتيبة بن مُسلم الباهلي ولاية خُراسان في سنة 86هـ المُوافقة لِسنة 705م. ففي خلال عَشر سِنينَ (86-96هـ) فتح فيها قُتيبة بن مُسلم أقاليم شاسعةً وقد هدى الله  على يديه خلقًا لا يحصهم إلا الله، فأسلموا ودانو لله ، وثبَّت أقدام المُسلمين والإسلام فيها.
وكَان مِن حُسن حَظّ قُتيبة أن ولايته على خراسان واضطلاعه بقيادة الفتوحات في بلاد ما وراء النهر-أواخر خلافة عبد الملك بن مروان- جاءت في وقت كانت الدولة الأموية قد تغلبت على جميع مناوئيها واستقرت أمورها، واستردت عافيتها وقوتها، فاجتمعت لقتيبة شجاعة القائد وإقدامه، وعزم الوالي وتصميمه، وقوة الدولة واستقرارها، فكانت أعماله الرائعة فيما وراء النهر.
ومع ذلك، ظلت ولاءات الشُّعوب الإيراينية والأتراكية في بلاد ما وراء النهر بالإضافة إلى حُكَّامِهمُ مَوضِعَ شكّ، ففي عام 719م، أَرسل أُمَرَاءُ بلاد ما ورَاء النهر رسالةً إلى أسرة تانغ الصينية وأتباعم التورجش لمؤازرتهم بقواتٍ ضدّ حُكّام وقادة الدّولة الأُموية آنذاك. وفي سنة 100هـ عَزَلَ الخليفة عمر بن عبد العزيز الجراح بن عبد الله الحكمي عن خراسان عندما بلغ عنه الشدة وذلك أن الجراح كتب إلى أمير المؤمنين عمر بن عبد العزيز:
(( إنّي قَدِمت خُراسَان، فَوَجَدّتُ قَومًا قَد أَبْطَرَتهُم الفِتْنَةُ، فَهُم مُنْبثُون فِيها، وأَحَبُّ الأُمُورِ إليهم أَنْ تَعُودَ الفِتْنَةُ لِيَمنَعُوا حَقَّ الله عَلِيهِم، فَلَيسَ يَكْفِـهِمْ إلّا السَّيفُ والسُّوط، وكَرْهب الإقدام على ذلك إلا بإذنك )).
فكتب اليه عمر بن عبد العزيز:
(( يا ابن أم الجراح أنت أحْرَصُ على الفتنة منهم، لا تَضربنّ مُؤمناَ ولا مُعاهداَ سَوطاَ إلّا في حَقّ، واحذر القَصَاصْ، فَإنّكَ صَائِرٌ إلىْ مَنْ يَعْلَمُ خَائِنَـةَ الأَعْيُن ومَا تَخْفَى الصُّدُور)).
وَوَلّاها عَبد الرّحمن بن نَعيم القشيري فَكَأنت وِلاية الجَّراح بِخُراسان سَنةً وخمسةَ أشهرٍ قَدِمَهَا سَنة 99هـ وخَرَجَ مِنْهَا لأيام بَقِيَت مِن شَهرِ رَمَضان سَنة 100هـ، وكانَ سَببُ ذلك فيما ذكر عَلي بنُ مُحمد عَن كُليب بن خَلف عَن إدريسْ بن حَنْظلة والمُفضَّل عَن جدّه وَعَلي بن مُجاهد عَن خَالد بن عَبد العَزيز أن يَزيد بنُ المهلب ولى جَهم بن زحر جرجان حِين شَخَصَ عَنْها فلمّا كانَ من أمْرِ يزيدَ ما كان، وجَّه عامِلُ العِراق من العِراق واليًا على جرجان فَقدم الوالي عليها من العِراق فَأَخَذَه جَهم فَقيّدهُ وَقَيّد رَهطًا قَدَموا مَعه ثُمّ خَرجَ في خمسينَ مِن اليَمن يُريدُ الجراح بِخُراسان فَأَطلقَ أهلُ جرجان عَامِلهم فَقَال الجراح لجَهم لولا أنَّك ابن عمي لمْ أُسَوّغكَ هَذا فَقَال له جَهم ولولا أنّك ابن عمي لمْا أمِنْتُك فقال له الجراح خَالَفتَ إمَامَك وَخَرَجتْ
سَاءَتِ الأَوضاع في عَهدِ عَبد الرّحمن بن نَعيم القشيري، وكذلك في عهد سَلَفِهِ سَعيد بنُ عَبد العَزيز بنُ الحَارِث بنُ الحَكَم بن أبي العَاص وهوَ الذي يُقال له سَعيد خُذينة الذي استعمل بدوره شعبة بن ظهير النهشلي لِيَنُوبَ عَنهٌ في سمرقند، وفي سنة 102هـ غزت المسلمين السُّغدُ والتٌّرك فكانت بينهم وَقعةٌ بِقصر الباهلي.

## حصار وتحرير القصر الباهلي
كان لضعف الإدارة العربية، والتماسات أمراء بلاد ما وراء النهر التي أرسلوها إلى أسرة تانغ، دفعت بحاكم التورجش، الخاقان سولوق [الإنجليزية]، إلى شن هجومٍ مفاجئٍ على حين غرة، بقيادة كورصول [الإنجليزية] حيث تمكن التورجش من محاصرة قصر الباهلي، وفيه مائة أهل بيت بذراريهم وخشية تأخر وصول التعزيزات من سمرقند، دفعوا هبةً قدرها أربعينَ ألفًا، وأعطوهم سبعة عشر رجلا رهينة. وعندما وَصل خَبر هذا الحِصار إلى والي سمرقند عُثمان بنُ عبد الله بنُ مطرب نَدَبَ إلى النّاس، فانتدب المسيب بن بشر الرياحي وانتدب مَعهُ أربعةَ آلافٍ مِن جميع القبائل، فقال شعبة بن ظهير: لو كان ها هنا خيول خراسان ما وصلوا إلى غايتهم.
ولمَّا عسكروا قال المسيب بن بشر: إنكم تُقدمون على حلبة التُّرك، حَلَبة خَاقان وغيرهم، والعَوَضُ إنْ صَبَرُتم الجَّنة، والعِقاب النّار إنْ فررتم، فمن أرادَ الغَزوَ والصَّبر فَليُقْدِم. فانصرف عَنه ألفٌ وثَلاثمائة، وسَاَر في البَاقين، فلمّا سَار فَرسَخًا قالَ للنّاس مِثلُ مَقَالَتِه الأولى، فاعتزل ألف، ثُمّ سَار فرسخًا آخر فَقال لهم مثل ذلك، فاعتزل ألف، ثُمّ سَار - وكان دليلهم الأشهب بن عبيد الحنظلي- حتى إذا كانَ على فَرْسَخين من القوم نَزَلَ فأتاهم تُرك خاقان ملك قِيّ فَقَال: إنه لم يبق ها هنا دِهْقَان إلا وقد بايع الترك غَيري، وأنا في ثلاثمائة مُقاتل فَهُم مَعك، وعِنديَ الخَبَرُ، قَد كَانوا صَالحوهم على أربعين ألفًا، فَأَعطُوهم سَبعَة عَشرَ رَجلًا ليكونوا رَهنًا في أيديهم حَتّى يَأخذوا صُلحَهُم، فلمّا بَلَغَهُم سَيرُكُم إليهم قَتَلَ التُّرك مَن كَانَ في أيديهم من الرهائن.
وقال أن فيهم نَهْشَل بن يزيد الباهلي فنجا لم يقتل، والأشهب بنُ عبيد الله الحَنظلي، ومِيعَادهم أنْ يُقاتِلوهُم غدًا أو يَفتحوا القصر، فَبَعَثَ المُسيب رَجُلين: رجلًا من العَربِ ورجلًا من العَجَم من لَيْلَتِه عَلى خُيُولِهم، وَقَال لَهُم: إذا قَرِبتُم فَشُدُّوا دَوَابَكَم بالشَّجر، وأعْلِموا عَلَمَ القَومِ. فَأَقبلا في لَيلَةٍ مُظلمَةٍ وَقَد أَجْرَت الترك المَاَء في نَوَاحي القَصْر، فَلَيسَ يَصِلُ إليهِ أَحَد، وَدَنُوا مِنَ القَصْرِ فَصَاحَ بِهُم الرَبِيّة فَقَالا: لا تَصِحْ وادْعُ لنَا عَبد الملك بن دَثَّار، فَدَعاهُ فَقَالا لهُ: أَرْسَلَنا المسيب وقد أتَاكُم الغياث، قَالَ أينَ هُو؟ قالَ عَلى فَرْسَخين فَهَل عِنْدَكُم امتناعُ ليلتكِ وغَدًا؟ فَقَال قَدْ أجْمَعْنَا على تَسْلِيمِ نِسائِنا وَتَقدِيمِهِم للمَوتِ أمَامَنا، حَتّى نَموتَ جَميعًا غدًا. فَرَجَعَا إلى المسيب فَأخْبَراه فَقَال المسيب للذين مَعَهُ إنِّي سَائرٌ إلى هَذا العدوّ، فَمَن أحبَّ أنْ يَذْهَب فَليَذهَب، فَلَم يُفَارِقَه أحدٌ وبَايَعُوه على المَوْت.
سَارَ المسيب وَقَد زَادَ المَاءُ الذي أَجْرُوه حَول المَدينة تَحْصِينًا، فَلَمّا كَان بَينَه وبَينَهُم نِصفُ فَرسخٍ نَزَلَ فأجمعَ على بَيَاتِهم، فَلمَّا أمْسَى أَمَرَ النَاسَ فَشَدُّوا عَلى خُيولِهم وَرَكبَ فَحَثَّهم عَلى الصَّبر وَرَغَّبَهُم فِيمَا يَصِيرُ إليهِ أهلُ الاحْتسابِ والصَّبرِ وَمَا لَهُم في الدُّنيا مِن الشَّرف والغَنيمةِ إنْ ظَفَرُوا وقَال لَهُم اكعِمُوا دَوابَكم وَقُودُوها فإذا دَنَوتُم مِنَ القَومِ فارْكَبُوها وَشُدُّوا شَدَّة صَادِقة وَكَبّرُوا وَليَكُن شِعَارُكم يا مُحمّد ولا تَتْبَعُوا مُوليًا وَعَليكُم بالدَوَابِ فَاعْقُرُوها فَإنّ الدَوابَ إذا عُقِرَت كانتَ أشدَّ علَيهِم مِنْكُم وَالقَليلُ الصَّابرُ خَيرٌ مِنَ الكَثِيرِ الفِشِل وَليسَت بِكم قِلَّةٌ فإنَّ سَبعمائة سَيفٍ لا يُضْربُ بها في عَسْكِرٍ إلا أَوهَنُوهُ وإنْ كَثُرَ أَهلُه.
وَقَد جَعَل المسيب عَلى المَيْمَنةِ كَثير بنُ الدُبوسيّ وَعَلى المَيْسَرةِ رَجلًا من رَبِيعَة يُقَالُ لهُ ثَابت قُطْنَة وَسَارُوا حَتّى إذا كَانُوا عَلى غلوتين كَبَّروا وَذَلكَ في السَّحر وَثَارَ التُّرك وَخَالطَ المُسْلِمُونَ العَسْكَر فَعَقَرُوا الدَّوَابَ وَصَابَرَهُم التُّرك فَجَالَ المُسْلِمُونَ وانْهَزَمُوا حَتَّى صَارُوا إلى المسيب وَتَبِعَهُم التُّرك وَضَرَبُوا عَجُزَ دَابَّة المسيب فَتَرَجَّل رِجَالٌ منَ المُسلمينَ فِيهِم البُخْتُريّ أبو عَبد الله المرائي وَمُحَمد بنُ قَيس الغَنوي وَيُقال مُحمد بنُ قَيس العَنْبَري وزِيَاد الأصبَهَانيّ ومُعَاوية بن الحَجَّاج وثَابت قُطْنة. فَقَاتَل البُخْتُري فَقُطِعَت يَمِينُه فَأَخَذَ السَّيفَ بِشِمَالِه فَقُطِعَت فَجَعَلَ يَذبّ بِيَدَيهِ حَتّى استُشهِد واستُشهِد أيضًا مُحَمد بنُ قَيس العَنبري أو الغنوي وشَبيب بنُ الحَجَّاج الطائيّ.
ثمَّ انهزَمَ المُشرِكُونَ وَضَرَبَ ثَابت قُطْنَة عَظِيمًا مِنْ عُظَمُائِهِم فَقَتَلَهُ وَنَادَى مُنَادِي المسيب أن لا تَتْبَعُوهُم فَإنَّهُم لا يَدْرُونَ منَ الرُّعْبِ أَتَّبَعتُوهُم أمْ لا واقْصِدُوا القَصْرَ ولا تَحْمِلُوا شيئًا مِنَ المَتَاعِ إلا المَّال وَلا تَحْمِلُوا مَنْ يَقْدِرُ على المَشي. وَقَالَ المسيب مَنْ حَمَل امرأة أو صَبِيًا أو ضَعيفًا حِسْبَة فَأَجرُهُ على الله وَمَنْ أبى فَلَهُ أربعونَ دِرْهِمًا وَإنْ كَانَ في القَصْرِ أحدٌ مِنْ أهلِ عَهْدِكُم فاحْمِلُوه. فَقَصَدوا جَميعًا القَصْرَ فَحَمَلُوا مَنْ كَانَ فيهِ وانتهى رَجُلُ مِن بَني فَقيم إلى امرأه فَقَالَت أغثني أغاثك الله فَوَقَف وَقَال دُونَك وعجز الفرس فَوَثَبت فإذا هيَ عَلى عجز الفَرَس، فإذا هِي أفرَسُ منْ رَجُلٍ فَتَنَاول الفقيمي بِيَد ابنِها وَكَانَ غُلامًا صغيرًا فَوَضَعَه بَينَ يَدِيهِ وَأَتَوا تُرك خَاقَان فأنزلهم قصره وأتاهم بِطَعامٍ وَقَالَ الحقوا بسمرقند لا يَرْجِعُوا في آثارِكُم فَخَرَجُوا نَحوَ سَمرقند فَقَالَ لَهُم هَلْ بَقِيَ أحدٌ قَالوا هِلال الحَريري قَالَ لا أسْلَمُه فَأتَاه وبِه بِضعٌ وَثَلاثونَ جِراحَة فاحتَمَلَه فَبَرَأ.
وَجَاءَت التُّرك مِنَ الغَدِ إلى القَصْرِ فَلَم يَجِدُوا بِهِ دَاعيًا ولا مُجيبًا فَقَالُوا فِيمَا بَيْنَهم هَؤُلاءِ الذينَ أَتُونَا بالأمْسِ لمْ يَكُونُوا إنسًا إنَّمَا كانُوا جِنَّا ثُم إن سَعيدًا المُلقَّب خُذينَةَ غَزَا بِلادَ الصَغد وَذَلك لأَنَّهُم أَعَانُوا التُّرْكَ عَلى المُسْلِمِينَ في هَذِه المَعْرَكة فَقَاتَلَهُم قِتَالا شَديدًا حَتَّى نَصَرَهُ الله عَلَيْهِم وَوَلُّوا مُدْبِرِينْ وَأَخَذَ مِنْهُم أموالًا جَزِيلَةً وَقَبَضَ مَا وَجَدَ لَهُم مِنَ الأمْوَالِ والحَواصِل.

## هوامش
1. ↑  وقال بعضهم أراد عظيم من عظماء الدهاقين أن يتزوج امرأة من باهلة وكانت في ذلك القصر فأرسل إليها يخطبها فأبت فاستجاش ورجا أن يسبوا من في القصر فيأخذ المرأة.